# Vignacourt
Vignacourt é uma comuna francesa na região administrativa de Altos da França, no departamento de Somme. Estende-se por uma área de 33.4 km². Em 2010 a comuna tinha 2 388 habitantes (densidade: 71,5 hab./km²).